# Vadim Menkov
Vadim Menkov (Toytepa, 12 de febrero de 1987) es un deportista uzbeko que compitió en piragüismo en la modalidad de aguas tranquilas. Ganó cinco medallas en el Campeonato Mundial de Piragüismo entre los años 2009 y 2013.

## Palmarés internacional
| Campeonato Mundial | Campeonato Mundial   | Campeonato Mundial | Campeonato Mundial |
| Año                | Lugar                | Medalla            | Competición        |
| ------------------ | -------------------- | ------------------ | ------------------ |
| 2009               | Dartmouth (Canadá)   | Medalla de oro     | C1 1000 m          |
| 2010               | Poznań (Polonia)     | Medalla de oro     | C1 1000 m          |
| 2010               | Poznań (Polonia)     | Medalla de bronce  | C1 500 m           |
| 2011               | Szeged (Hungría)     | Medalla de bronce  | C1 1000 m          |
| 2013               | Duisburgo (Alemania) | Medalla de plata   | C1 500 m           |